# Pedro Solbes
Pedro Solbes Mira (Pinoso, 31 agosto 1942 – Madrid, 18 marzo 2023) è stato un politico spagnolo, esponente del Partito Socialista Operaio (PSOE).

## Biografia
È laureato in giurisprudenza presso l'Università Complutense di Madrid, dove ha anche conseguito il dottorato in Scienze politiche, e si è diplomato in Economia europea presso la Libera Università di Bruxelles: è sposato ed ha tre figli.
Nel 1968 ha iniziato a lavorare come alto funzionario presso i ministeri del Commercio con l'Estero e delle Finanze, come responsabile per le relazioni con le Comunità europee: in particolare, è stato consigliere economico della Missione diplomatica della Spagna presso le Comunità europee (1973-1978) ed è stato membro del gruppo di lavoro per i negoziati di adesione della Spagna alla CEE (1982-1985).
È entrato a far parte del primo governo presieduto da Felipe González Márquez come sottosegretario al Ministero degli Affari Esteri con delega alle relazioni con la CE (1982-1991): nei successivi governi di Gonzales, ha ricoperto la carica di ministro dell'Agricoltura (1991-1993) e dell'Economia (1993-1996). Eletto al Congreso de los Diputados nel 1996, ha svolto anche l'incarico di docente presso l'università di Alicante.
Ha fatto parte della Commissione europea dal 2000 (Commissione Prodi) con delega agli Affari economici e monetari: si è dimesso nel 2004 (è stato sostituito da Joaquín Almunia) per entrare a far parte del governo di José Luis Rodríguez Zapatero come ministro dell'Economia e secondo Vicepresidente del Governo. Dopo essere stato riconfermato nella sua posizione nel secondo Governo Zapatero, il 7 aprile 2009 a seguito di un rimpasto è stato sostituito dalla collega Elena Salgado.